# دیلارد (اورگن)
دیلارد (به انگلیسی: Dillard) یک منطقهٔ مسکونی در ایالات متحده آمریکا است که در شهرستان داگلاس، اورگن واقع شده‌است. دیلارد ۳٫۱ کیلومتر مربع مساحت و ۴۷۸ نفر جمعیت دارد و ۱۵۹٫۱۱ متر بالاتر از سطح دریا واقع شده‌است.